# Eugenio Santoro (scultore)
Eugenio Santoro (Castelmezzano, 27 agosto 1920 – Courtelary, 13 maggio 2006) è stato uno scultore e pittore italiano naturalizzato svizzero, appartenente alla corrente Art Brut.

## Biografia
Iniziò a lavorare come falegname ma dovette abbandonare il proprio lavoro per andare al fronte. Partecipò alla guerra in Albania e in Grecia, dove venne fatto prigioniero. Fu deportato in Germania e condannato ai lavori forzati per due anni in Renania. Venne liberato nel 1944, ritornando nel paese natio lavorando prima come impiegato comunale e poi come titolare di un piccolo negozio di falegnameria.
Nel 1964, a causa di difficoltà finanziarie, emigrò con la moglie in Svizzera, trovando occupazione come operaio presso la fabbrica di cioccolato "Camille Bloch" a Courtelary. Nel 1979 intraprese la propria carriera artistica, realizzando un dipinto che rappresenta lo stabilimento in cui lavorava e si avvicinò anche alla scultura, il campo che lo renderà noto in terra elvetica. In tarda età, si dedicò esclusivamente all'attività di scultore e pittore. Le sue opere sono prettamente sculture di legno ritraenti figure umane e animali.
Tra le opere più note sono da citare Maria Maddalena (1984) e L'Egyptienne (1989). Una prima esposizione delle sue opere si è tenuta nel 1986 al "Espace Noir" di Saint-Imier, presieduto da Maurice Born. Quest'ultimo lo presenterà tre anni più tardi a Michel Thévoz, curatore della Collection de l'Art Brut di Losanna, che organizzerà una mostra permanente delle sue opere. Una seconda mostra, nello stesso luogo, venne organizzata nel 2004.